# جون آلفين أندرسون
جون آلفين أندرسون (بالإنجليزية: John Alvin Anderson؛ بالسويدية: John Alvin Anderson) هو مصور أمريكي وسويدي، ولد في 25 مارس 1869 في ستوكهولم في السويد، وتوفي في 26 يونيو 1948 في كاليفورنيا في الولايات المتحدة.

## معرض صور

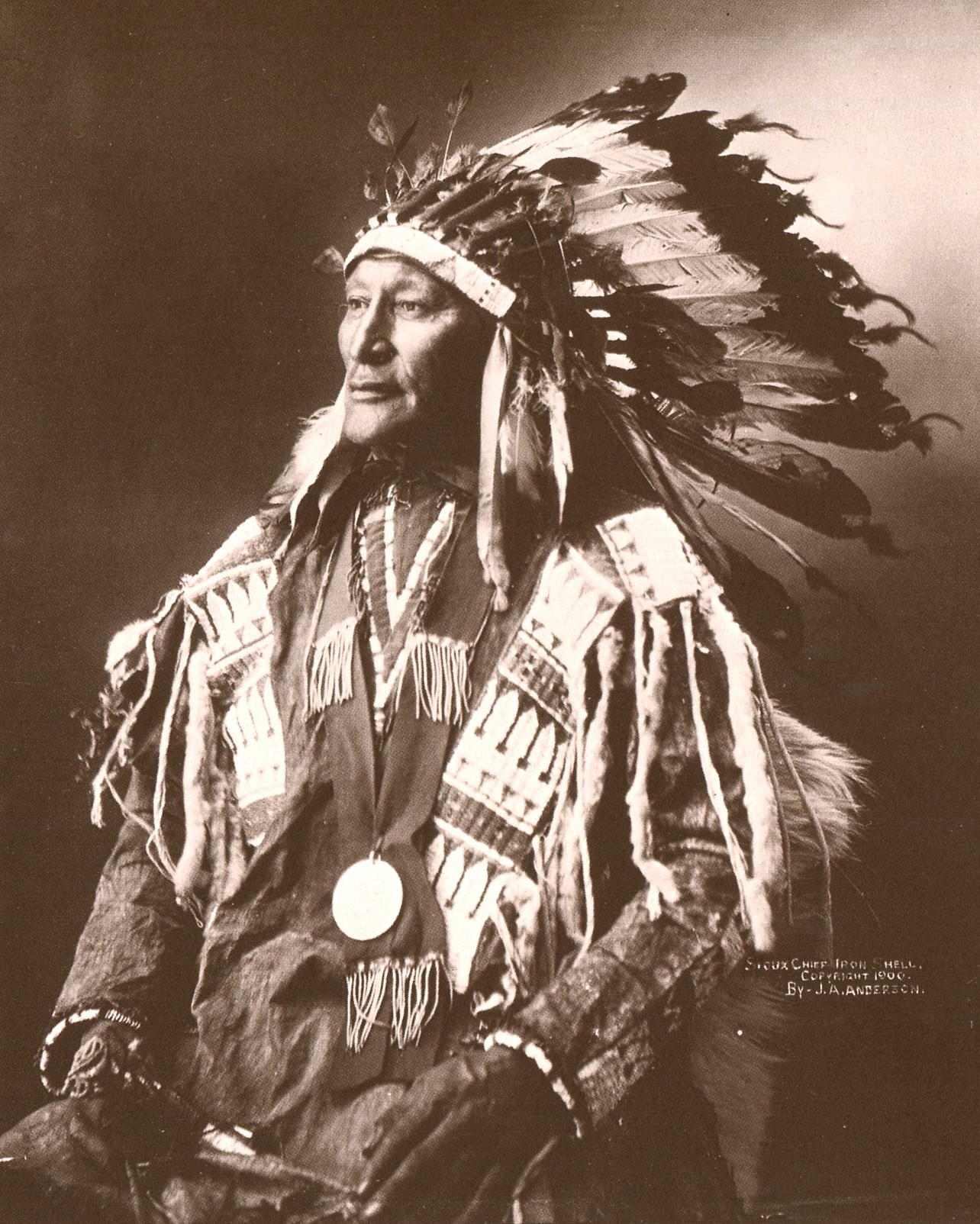
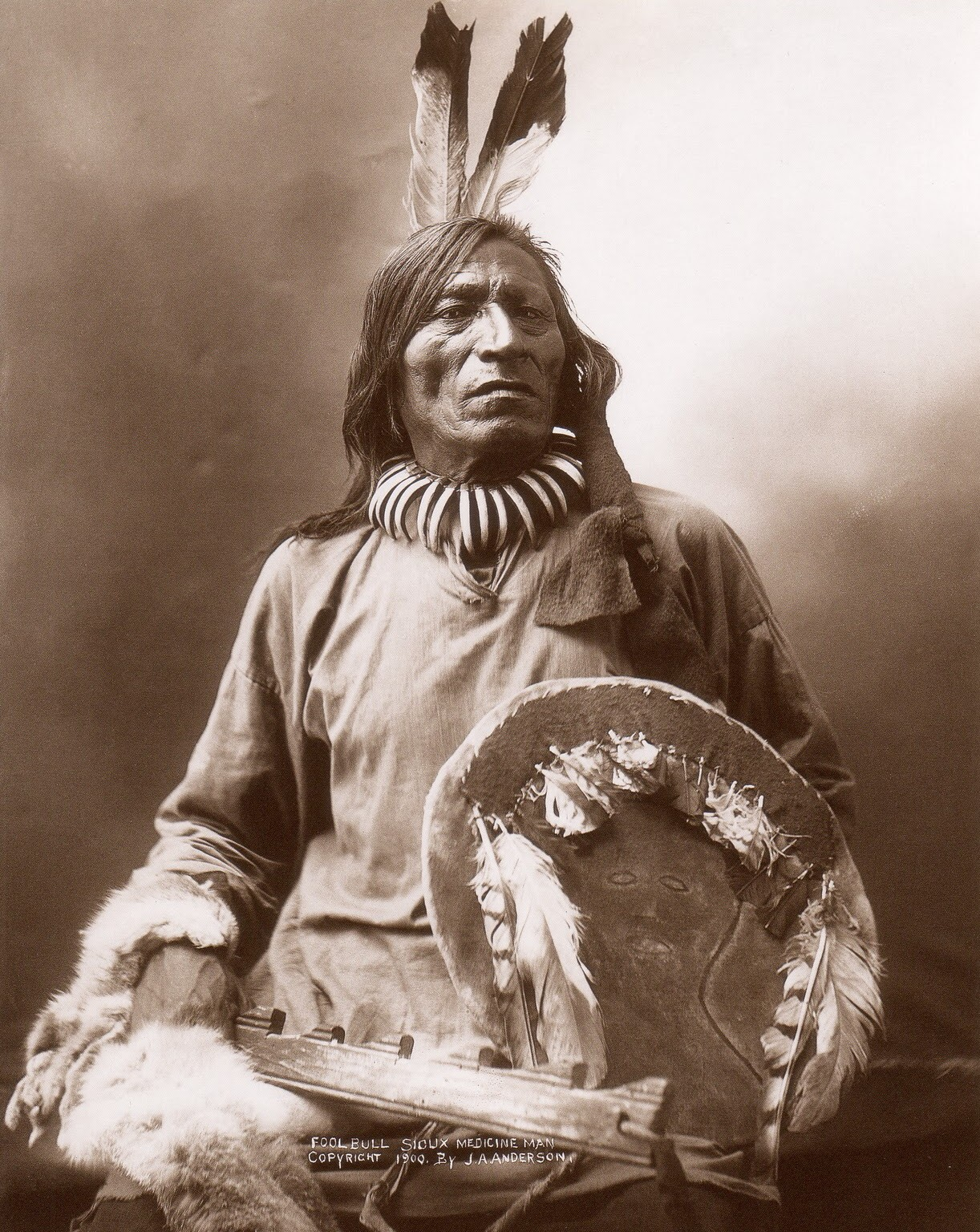
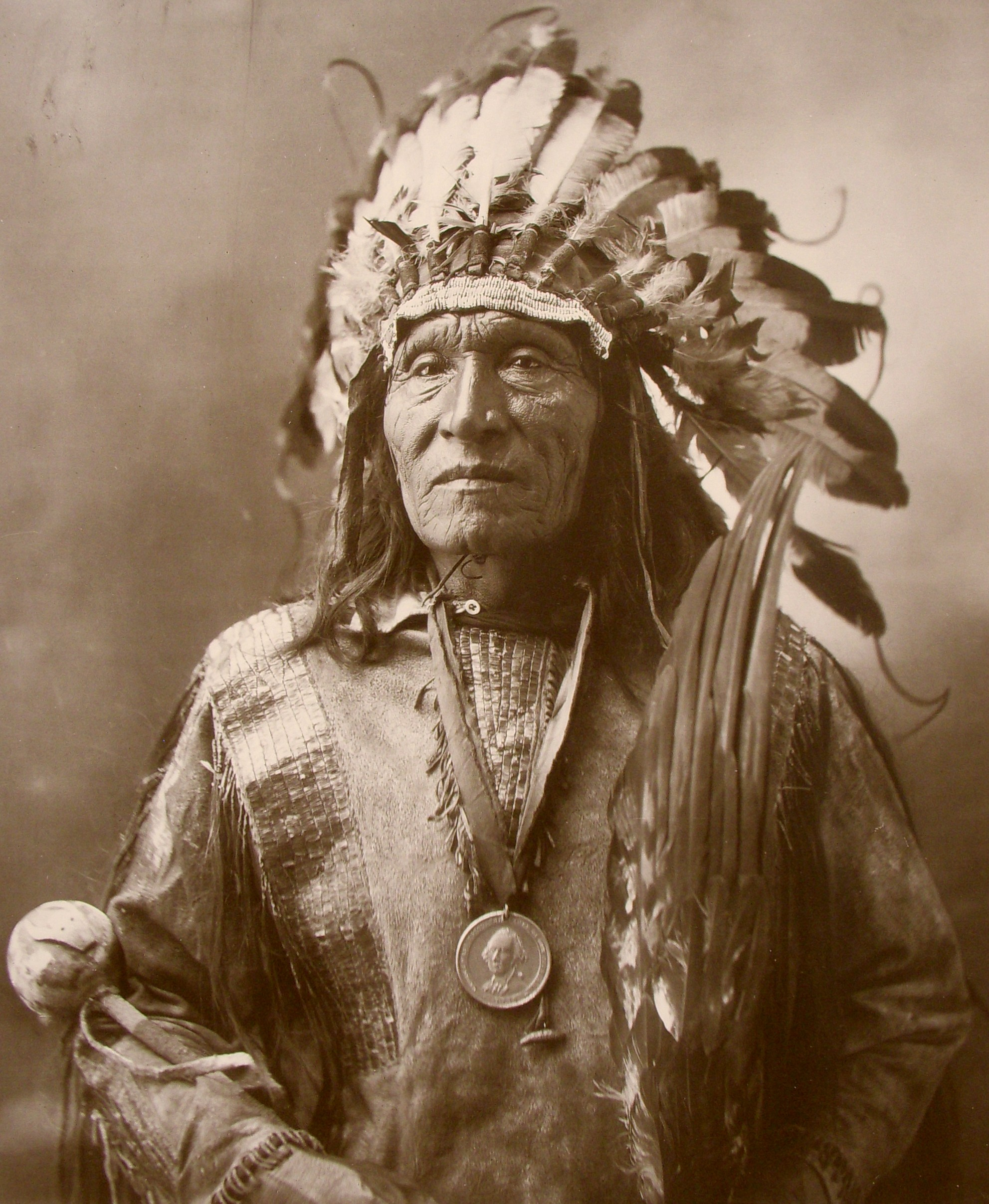
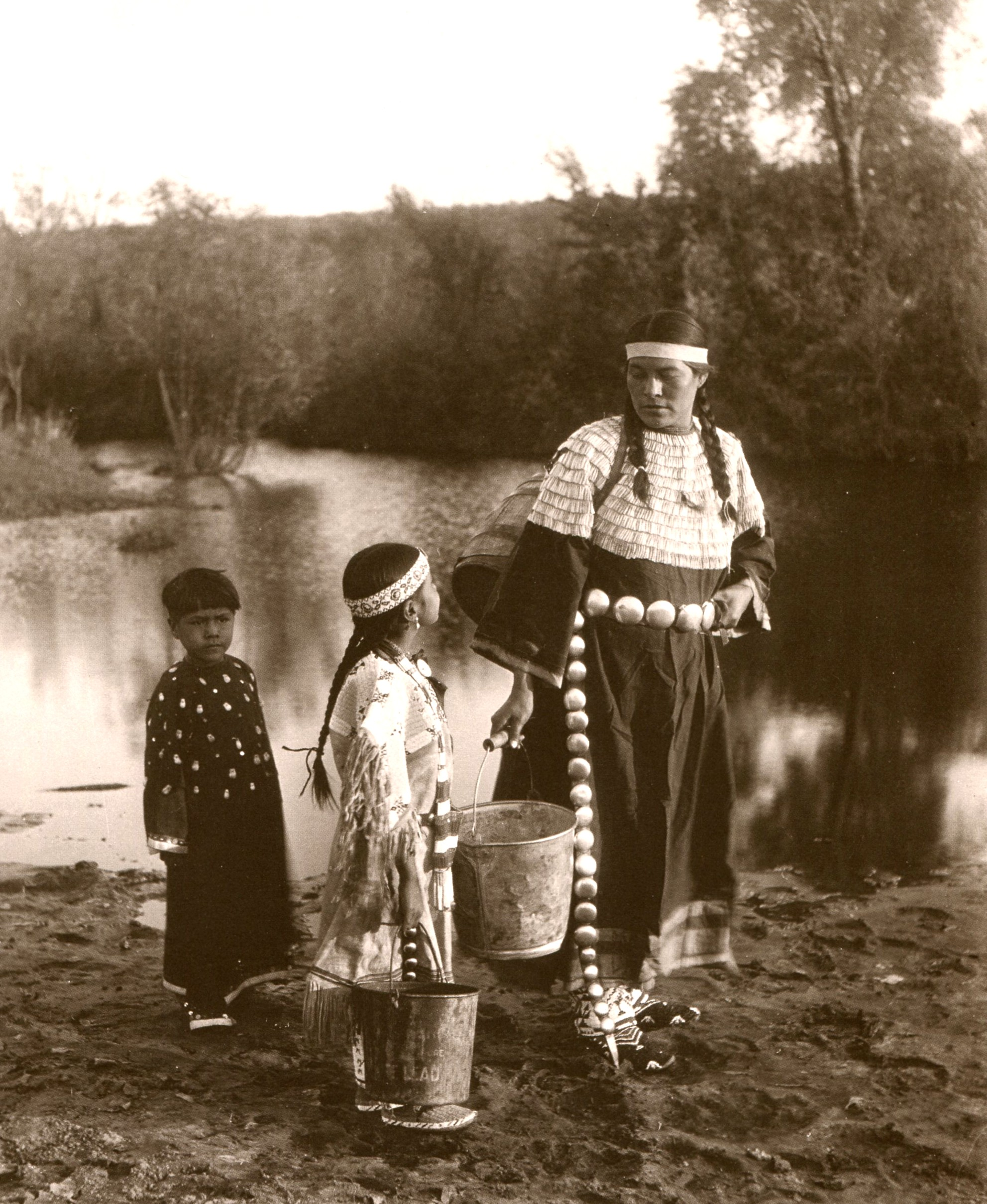